# Жак Фоккар
Жак Фоккар (фр. Jacques Foccart, 31 серпня 1913 Амбрієр-ле-Валле — 19 березень 1997, Париж) — французький політик, дипломат і розвідник. Учасник руху Опору. Голліст, організатор силової структури партії Об'єднання французького народу. Один з творців сучасних французьких спецслужб. У 1960 — 1974 — керівник президентського секретаріату у справах Африки і Мадагаскару. Розробник і головний провідник геополітичного проекту «Франсафрика».

## Життєпис
Народився в сім'ї плантатора і колоніального адміністратора Гваделупи Гійома Кох-Фоккара. Незабаром разом з сім'єю переїхав до Французької Вест-Індії, де провів дитинство (згодом мав там експортно-імпортний бізнес). Потім переїхав до Франції. З ранньої молодості був тісно пов'язаний з колоніями і заморськими департаментами, вивчав питання африканської політики Франції.

### Діяльність у Франції
Брав участь в боях з німцями 1940 року. У 1941 встановив зв'язок з рухом Опору. Організував підпільну мережу «Вільної Франції». Показав себе ефективним оперативником, провів ряд диверсійних акцій проти німецьких військ. У 1944 брав участь в боях Другого фронту. Закінчив війну в званні підполковника, нагороджений Військовим хрестом і медаллю Опору.
Після звільнення зайнявся формуванням французьких спецслужб. Жак Фоккар був одним з творців зовнішньої розвідки і контррозвідки Франції. Користувався особливо довірою генерала де Голля, курував в его оточенні спецслужби и передвиборні кампанії. За політичними поглядами Фоккар був переконаним правим голлістом, був в складі в керівництва Об'єднання французького народу (RPF). Створив в RPF Службу громадянської дії, що виконувала функції охорони і парамілітарного формування. Фоккару приписується організація вуличних нападів на зібрання лівих партій.
Остання помічена політична активність Фоккара у Франції — участь у створенні служби безпеки Національного фронту.

### Діяльність у Африці

#### Куратор африканського напряму
У міру деколонізації в африканських країнах посилювалася боротьба за вплив між колишніми колоніальними державами, США, КНР і блоком «реального соціалізму» на чолі з СРСР. Це протистояння стало важливим елементом глобальної Холодної війни.
Франція претендувала на особливий статус в Африці. З 1952 Жак Фоккар висунувся на першу роль у визначенні африканської політики Парижа. У 1953 він був членом французької делегації при поїздці де Голля в Африку. Фоккар зіграв особливу роль у встановленні тісних зв'язків між де Голлем і президентом Кот д'Івуару Феліксом Уфуе-Буаньї, який став одним з ключових антикомуністичних союзників Заходу на Африканському континенті.
З 1959 Фоккар — секретар президента Франції у справах Французького співтовариства. З 1960 — генеральний секретар у справах Африки і Мадагаскару. Особисто знав практично всіх державних керівників франкомовної Африки, виступав сполучною ланкою між ними. Керував втіленням в життя проекту Франсафрика. Отримав прізвисько Monsieur Afrique — Пан Африка.

#### Оперативно-політична практика
Жак Фоккар не був публічним політиком і діяв переважно в тіні. Він вважався організатором «півдюжини переворотів» в африканських країнах (сам заперечував це). За участі Фоккара до влади в Габоні прийшов президент Омар Бонго. Подібно Уфуе-Буаньї, Бонго перетворив свою країну в опорний пункт французького впливу в Африці. Фоккар підтримував гвінейську опозицію прокомуністичного режиму Секу Туре, організовував військове постачання і вербування найманців для сепаратистського руху Біафри в Нігерії. Сприяв приходу до влади Гнассінгбе Еядема в Того. Надавав серйозну військово-політичну підтримку заїрському режиму Мобуту. Противниками Фоккара були прорадянські, марксистські і лівоорієнтовані режими — перш за все Секу Туре в Гвінеї, Кереку в Беніні, Каддафі в Лівії, згодом Нету в Анголі (хоча до часу його встановлення Фоккар залишив державну посаду).
При цьому політика Фоккара була орієнтована не тільки на загальнозахідні, але перш за все на французькі інтереси. Активна підтримка сепаратистів Біафри пояснювалася прагненням перехопити у Великої Британії (яка підтримувала президента Говона) контроль над нафтовими ресурсами Нігерії. Також Фоккар організовував оперативну допомогу франкомовним сепаратистам канадської провінції Квебек.
Система підтримки профранцузьких і антикомуністичних сил на Африканському континенті функціонувала за методами, відпрацьованими в Опорі, і була замкнута особисто на Фоккара. Вона активно взаємодіяла з державними установами, дипломатичними відомствами, іноземними спецслужбами та ЗМІ. Для силових операцій зазвичай застосовувалися не регулярні війська, а професійні найманці.
Згідно ряду тверджень, особливе місце серед оперативних партнерів Фоккара займав Боб Денар. Він брав участь в конголезьких операціях, в утвердженні та зміцненні профранцузька режимів в Того, Габоні, Марокко, в невдалих спробах повалення режимів Секу Туре в Гвінеї (1970) і Матьє Кереку в Беніні (1977). У 1978 Денар, імовірно за погодженням з Фоккаром усунув лівоорієнтованого президента Коморських островів Алі Суаліха (якому в 1975 допоміг прийти до влади). У французьких внутрішньополітичних розкладах позиції Фоккара і Денара також були близькі. Публічно Фоккар заперечував свої зв'язки з Денаром, проте в ході судового процесу свідчив на його користь, називав чесним патріотом і відзначав заслуги перед Францією.

#### Вплив після відставки
Обрання президентом Франції в 1974 році Валері Жискар д'Естена — належав до ліберального, а не голлістського табору — спричинило за собою зміну політичних кадрів, в тому числі відставку Жака Фоккара з посади генерального секретаря з афро-мадагаскарських справ. Останньою великою африканської акцією Франції, проведеною за участю Фоккара (на цей раз в якості консультанта) було повалення центральноафриканського імператора Бокасса в вересні 1979 року.
Однак Фоккар буквально до кінця своїх днів залишався в курсі африканських справ і залучався для відповідних консультацій. За інформацією колишнього міністра Шарля Паскуа, Фоккар належав до вузького кола посвяченних в аферу з незаконними поставками зброї до Анголи. Практично Жак Фоккар вступив у відносини конфіденційного співробітництва з ще недавно ворожим ангольським режимом Жозе Едуарду душ Сантуша.
Спостерігачі відзначали, що звільнення Фоккара з посади в президентському апараті, призвело до зниження ефективності французької політики в африканському напрямку.